# Barrière réactive perméable

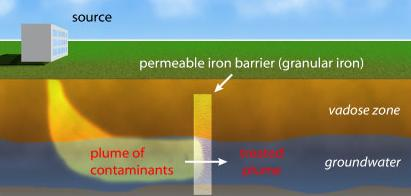
Exemple de barrière réactive perméable de fer zérovalent permettant de traiter une pollution de l'aquifère.

Une barrière réactive perméable est une technologie développée pour la dépollution des eaux souterraines contaminées. Elle consiste en l'implantation d'un matériau réactif dans un aquifère, perpendiculairement au flux de polluants, afin d'intercepter et traiter la pollution considérée.
La technologie est effective grâce au gradient naturel qui permet le déplacement de l'eau souterraine contaminée et donc son passage nécessaire à travers la barrière. Le passage des polluants au sein de la zone de réaction les met en contact avec les matériaux qui transforment les polluants en d'autres composés chimiques moins nocifs, ou à défaut les bloquent dans la zone réactive.
Cette technologie s'avère prometteuse du fait qu'elle fonctionne en l'absence d'intervention humaine, qu'elle ne met donc pas les travailleurs au contact des polluants, et qu'elle est développée en sous-sol indépendamment de l'occupation de la surface. Toutefois, la plupart des expérimentations menées hors laboratoire n'ont pas montré de succès, à l'exception de deux familles de barrières : des installations à base de calcaire permettant de traiter des pollutions acides, d'une part, et des mises en place de fer zérovalent dans le cas de contaminations par des solvants organiques halogénés.

## Principe
La mise en place d'une barrière réactive perméable consiste en l'insertion dans le sol d'un matériau réactif. Ce matériau est déposé perpendiculairement à un flux de polluants, afin d'intercepter et traiter la pollution considérée. La technologie fonctionne grâce au gradient naturel qui crée un déplacement de l'eau souterraine polluée et donc son passage nécessaire à travers la barrière, lequel passage dans la barrière met la pollution en contact avec les matériaux qui transforment les polluants en d'autres composés chimiques moins nocifs, ou à défaut les bloquent dans la zone réactive.

## Mise en œuvre
Un des domaines où la mise en œuvre des barrières réactives perméables est la plus avancée est la déshalogénation. L'halogène le plus souvent cité parmi les polluants est le chlore. La transformation des composés chlorés toxiques en des composés inoffensifs, comme des ions chlorure, se fait par oxydoréduction, et nécessite donc un réactif réducteur. Une expérimentation canadienne a montré l'efficacité d'un traitement au palladium. Grâce à ce dernier, la déshalogénation des trichloréthylène et perchloroéthylène pouvait atteindre 99 % après seulement un passage dans le puits réactif, avec un temps de réaction rapide, non affecté par le taux d'oxygène du milieu et sans formation de produits secondaires toxiques.
Toujours au Canada, les pollutions minières représentent un enjeu fort de décontamination. Les sols environnants sont notamment pollués à l'arsenic, au cuivre, au plomb, au zinc et au chrome. Des expérimentations sont menées vers 2010 en laboratoire pour y tester des procédés utilisant des oxydes de fer et présentent de très forts taux de succès, mais non validés en conditions réelles.
Une expérimentation a également été menée par les universités d'Oxford et de Belfast en Irlande du Nord afin de traiter la pollution aquifère par les nitrates due à l'épandage d'engrais azotés.

## Limites
La technologie souffre de limites inhérentes à son déploiement. Premièrement, il est nécessaire que la conductivité hydraulique de l'aquifère doit être suffisante pour supporter le pompage de l'eau souterraine. D'autre part, une certaine maintenance régulière doit être effectuée pour que le catalyseur reste en bon état de fonctionnement. Même avec cette maintenance, le taux de dégradation des polluants va en décroissant au fur et à mesure du temps. En outre, certains composés présents dans le sous-sol peuvent empêcher le bon fonctionnement du catalyseur, comme les sulfures pour le palladium. Enfin, le coût du réactif peut être très important.